# Зерендински район
Зерендински район (на казахски: Зеренді ауданы) е съставна част на Акмолинска област, Казахстан, с обща площ 7843 км2 и население 38 100 души (по приблизителна оценка към 1 януари 2020 г.). Мнозинството от населението са казахи (60,9 %) следвани от руснаците (26,1 %), германците (4,2 %), украинците (3,5 %), и други националности (5,3 %).
Административен център е село Зеренда.